# Tour of Beijing 2011
1. edycja wyścigu kolarskiego Dookoła Pekinu odbywała się w dniach 5–9 października 2011. Trasa tego wieloetapowego wyścigu liczyła pięć etapów ze startem i metą w Pekinie, o łącznym dystansie 610,3 km. Wyścig zaliczany był do rankingu światowego UCI World Tour 2011. 

## Uczestnicy
Lista drużyn uczestniczących w wyścigu:
| Numery | Kod | Drużyna               |
| ------ | --- | --------------------- |
| 1-8    | EUS | Euskaltel-Euskadi     |
| 11-17  | THR | HTC-Highroad          |
| 21-27  | OLO | Omega Pharma-Lotto    |
| 31-37  | LEO | Team Leopard Trek     |
| 41-48  | SKY | Sky Procycling        |
| 51-58  | BMC | BMC Racing Team       |
| 61-68  | LAM | Lampre-ISD            |
| 71-78  | LIQ | Liquigas-Cannondale   |
| 81-88  | SBS | Saxo Bank SunGard     |
| 91-98  | RAB | Rabobank Cycling Team |

| Numery  | Kod | Drużyna                       |
| ------- | --- | ----------------------------- |
| 101-107 | GRM | Team Garmin-Cervélo           |
| 111-118 | RSH | Team RadioShack               |
| 121-128 | KAT | Katusha Team                  |
| 131-138 | MOV | Movistar Team                 |
| 141-148 | AST | Pro Team Astana               |
| 151-158 | QST | Quick Step Cycling Team       |
| 161-167 | VCD | Vacansoleil-DCM               |
| 171-178 | ALM | Ag2r-La Mondiale              |
| 181-188 | CHN | Chinese National Cycling Team |

## Etapy
| Etap | Data           | Start - Meta                                      | km    | Typ                            | Zwycięzca etapu    | Lider       |
| ---- | -------------- | ------------------------------------------------- | ----- | ------------------------------ | ------------------ | ----------- |
| 1    | 5 października | Stadion Narodowy - Pływalnia Olimpijska           | 11,3  | ITT Jazda indywidualna na czas | Tony Martin        | Tony Martin |
| 2.   | 6 października | Stadion Narodowy - Mentougou                      | 133,5 | Płaski                         | Heinrich Haussler  | Tony Martin |
| 3.   | 7 października | Mentougou - Yanqing                               | 158   | Górski                         | Nicolas Roche      | Tony Martin |
| 4.   | 8 października | Yanqing Gui Chuan Square - Park Olimpijski Shunyi | 189,5 | Górski                         | Elia Viviani       | Tony Martin |
| 5.   | 9 października | Plac Niebiańskiego Spokoju - Stadion Narodowy     | 118   | Płaski                         | Dienis Galimzianow | Tony Martin |

### Etap 1:Stadion Narodowy-Pływalnia Olimpijska11,3 km
| Lp. | Zawodnik     | Zespół | Czas    |
| --- | ------------ | ------ | ------- |
| 1   | Tony Martin  | THR    | 13' 33" |
| 2   | David Millar | GRM    | + 17"   |
| 3   | Alex Dowsett | SKY    | + 24"   |

| Lp. | Zawodnik     | Zespół | Czas    |
| --- | ------------ | ------ | ------- |
| 1   | Tony Martin  | THR    | 13' 33" |
| 2   | David Millar | GRM    | + 17"   |
| 3   | Alex Dowsett | SKY    | + 24"   |

### Etap 2:Stadion Narodowy-Mentougou133,5 km
| Lp. | Zawodnik           | Zespół | Czas       |
| --- | ------------------ | ------ | ---------- |
| 1   | Heinrich Haussler  | GRM    | 3h 03' 30" |
| 2   | Dienis Galimzianow | KAT    | + 0"       |
| 3   | Theo Bos           | RAB    | + 0"       |

| Lp. | Zawodnik     | Zespół | Czas       |
| --- | ------------ | ------ | ---------- |
| 1   | Tony Martin  | THR    | 3h 17' 03" |
| 2   | David Millar | GRM    | + 17"      |
| 3   | Alex Dowsett | SKY    | + 24"      |

### Etap 3:Mentougou-Yanqing158 km
| Lp. | Zawodnik       | Zespół | Czas       |
| --- | -------------- | ------ | ---------- |
| 1   | Nicolas Roche  | ALM    | 3h 53' 15" |
| 2   | Philip Deignan | RSH    | + 0"       |
| 3   | Chris Froome   | SKY    | + 1"       |

| Lp. | Zawodnik     | Zespół | Czas       |
| --- | ------------ | ------ | ---------- |
| 1   | Tony Martin  | THR    | 7h 10' 19" |
| 2   | David Millar | GRM    | + 17"      |
| 3   | Chris Froome | SKY    | + 26"      |

### Etap 4:Yanqing Gui Chuan Square-Park Olimpijski Shunyi189,5 km
| Lp. | Zawodnik        | Zespół | Czas       |
| --- | --------------- | ------ | ---------- |
| 1   | Elia Viviani    | LIQ    | 4h 09' 08" |
| 2   | Peter Sagan     | LIQ    | + 0"       |
| 3   | Juan José Haedo | SBS    | + 0"       |

| Lp. | Zawodnik     | Zespół | Czas        |
| --- | ------------ | ------ | ----------- |
| 1   | Tony Martin  | THR    | 11h 19' 27" |
| 2   | David Millar | GRM    | + 17"       |
| 3   | Chris Froome | SKY    | + 26"       |

### Etap 5:Plac Niebiańskiego Spokoju-Stadion Narodowy118 km
| Lp. | Zawodnik           | Zespół | Czas       |
| --- | ------------------ | ------ | ---------- |
| 1   | Dienis Galimzianow | KAT    | 2h 19' 44" |
| 2   | Juan José Haedo    | SBS    | + 0"       |
| 3   | Elia Viviani       | LIQ    | + 0"       |

| Lp. | Zawodnik     | Zespół | Czas        |
| --- | ------------ | ------ | ----------- |
| 1   | Tony Martin  | THR    | 13h 39' 11" |
| 2   | David Millar | GRM    | + 17"       |
| 3   | Chris Froome | SKY    | + 26"       |

## Posiadacze koszulek po poszczególnych etapach
| Etap                 | Zwycięzca            | Klasyfikacja generalna | Klasyfikacja górska | Klasyfikacja punktowa | Klasyfikacja młodzieżowa | Klasyfikacja drużynowa |
| -------------------- | -------------------- | ---------------------- | ------------------- | --------------------- | ------------------------ | ---------------------- |
| 1                    | Tony Martin          | Tony Martin            | -                   | Tony Martin           | Alex Dowsett             | Sky Procycling         |
| 2                    | Heinrich Haussler    | Tony Martin            | Thomas De Gendt     | Tony Martin           | Alex Dowsett             | Sky Procycling         |
| 3                    | Nicolas Roche        | Tony Martin            | Igor Antón          | Chris Froome          | Ben King                 | Sky Procycling         |
| 4                    | Elia Viviani         | Tony Martin            | Igor Antón          | Dienis Galimzianow    | Ben King                 | Sky Procycling         |
| 5                    | Dienis Galimzianow   | Tony Martin            | Igor Antón          | Dienis Galimzianow    | Ben King                 | Sky Procycling         |
| Klasyfikacja końcowa | Klasyfikacja końcowa | Tony Martin            | Igor Antón          | Dienis Galimzianow    | Ben King                 | Sky Procycling         |

## Końcowa klasyfikacja generalna
| M-ce | Imię i nazwisko        | Drużyna | Czas        |
| ---- | ---------------------- | ------- | ----------- |
| 1.   | Tony Martin            | THR     | 13h 39' 11" |
| 2.   | David Millar           | GRM     | + 17"       |
| 3.   | Chris Froome           | SKY     | + 26”       |
| 4.   | Stephen Cummings       | SKY     | + 35”       |
| 5.   | Olivier Kaisen         | OLO     | + 39”       |
| 6.   | Luis León Sánchez      | RAB     | + 41        |
| 7.   | Jean-Christophe Péraud | ALM     | + 43"       |
| 8.   | Andrij Hriwko          | AST     | + 43”       |
| 9.   | Dario Cataldo          | QST     | + 43”       |
| 10.  | Niki Terpstra          | QST     | + 46”       |